# نیل دناری
نیل دناری (انگلیسی: Neil Denari؛ زادهٔ ۳ سپتامبر ۱۹۵۷) معمار، استاد دانشگاه و نویسندهٔ اهل ایالات متحدهٔ آمریکا است. او از سال ۱۹۹۷ تا ۲۰۰۲ مدیر سای-آرک بود.

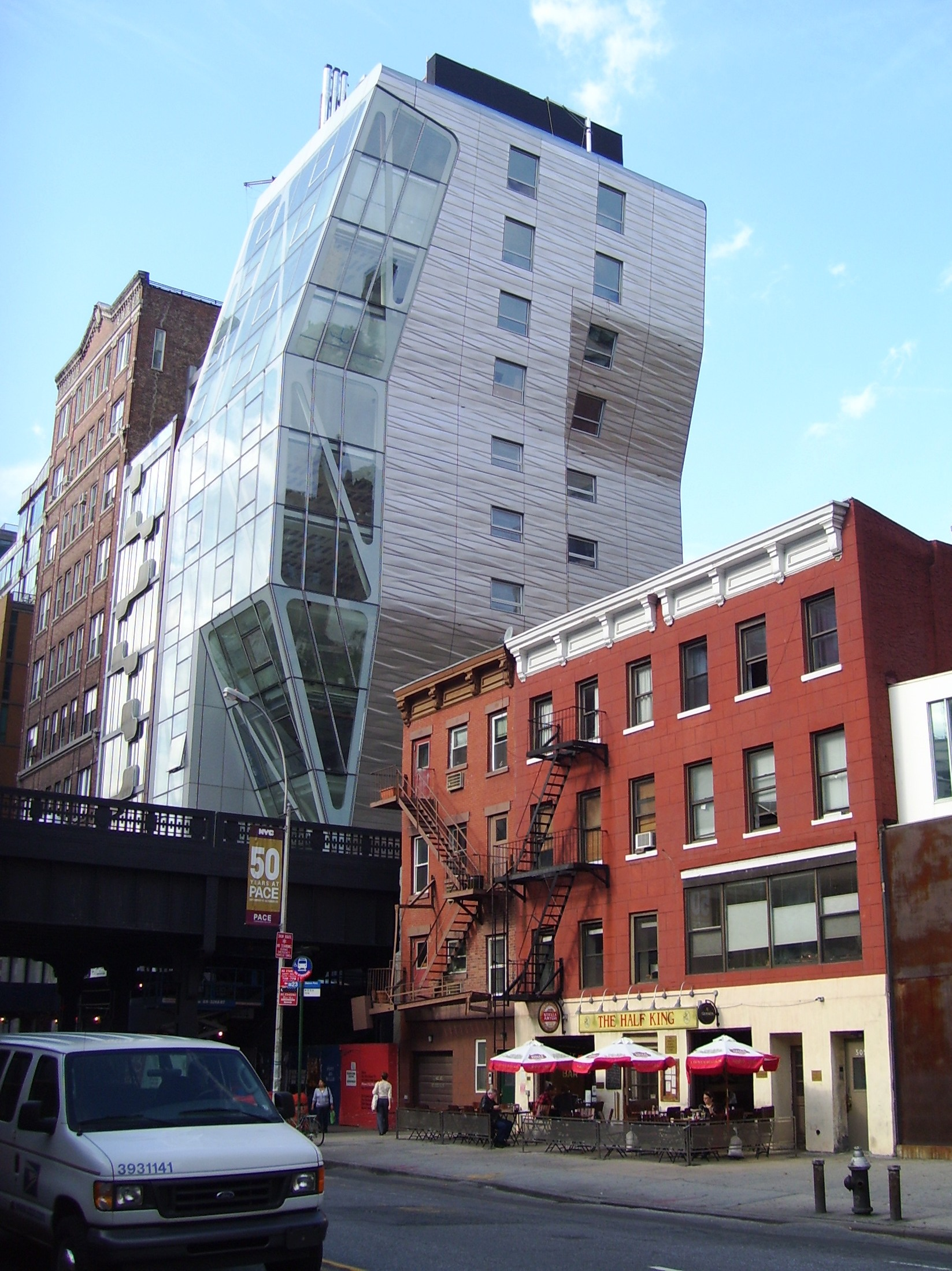
آپارتمان لوکس «HL23» اثر نیل دناری